# Aleksandr Michajlovič Fajncimmer
Aleksandr Michajlovič Fajncimmer (in russo Александр Михайлович Файнциммер?; Ekaterinoslav, 13 gennaio 1906 – 21 aprile 1982) è stato un regista sovietico.

## Filmografia

### Regia
- Il tenente Kiže (1934)
- Baltiytsy (1938)
- Tanker Derbent (1941)
- Kotovskij (1943)
- Morskoj batal'on (1944)
- Za tech, kto v more (1947)
- Konstantin Zaslonov (1949)
- U nich est' Rodina (1950)
- Ovod (1956)
- Devuška s gitaroj (1958)
- Spjaščij lev (1965)
- Le armate rosse contro il 3° reich (Daleko na Zapade) (1968)
- Pjat'desjat na pjat'desjat (1972)
- Bez prava na ošibku (1974)
- Proščal'naja gastrol' 'Artista' (1979)
- Traktir na Pjatnickoj (1979)

### Aiuto regia
- La fine di San Pietroburgo (1927, regia di Vsevolod Illarionovič Pudovkin)
- Katorga (1928, regia di Julij Jakovlevič Rajzman)

## Premi
- Premio Stalin di terzo grado (1950), per il film Konstantin Zaslonov
- Premio Stalin di terzo grado (1951), per il film U nikh yest rodina'